# Friedrich Messerschmidt
Friedrich Messerschmidt (* 27. Mai 1906 in Stuttgart; † 24. März 1929 in Hannover) war ein deutscher Motorradrennfahrer.

## Karriere
Messerschmidt gewann am 2. September 1928 auf einer der frühen kompressorgeladenen 500-cm³-BMW im Alter von 22 Jahren das Herbstrennen auf der Solitude. Im selben Jahr siegte er auch beim Karlsruher Wildparkrennen in der Gespann-Klasse. 1929 gewann Messerschmidt den Winterpreis des MSC Bad Cannstatt.
Am 24. März 1929 verunglückte er beim Eilenriederennen in Hannover schwer. Er verlor bei rutschigen Bedingungen die Kontrolle über seine Maschine, kam zu Sturz und zog sich dabei schwere innere Verletzungen sowie einen Schädelbruch zu, woran er noch an der Unfallstelle starb. Messerschmidt wurde 22 Jahre alt. Zwei Jahre später kam sein Bruder Alfred, der ebenfalls Motorradrennen fuhr, bei einem Rennunfall mit einem Gespann auf der Stuttgarter Solitude ebenfalls ums Leben.

## Verweise